# Tetoviranje
Tetoviranje je trajna oz. stalna telesna poslikava, izdelek se imenuje tatu (tattoo) Izraz tetoviranje izhaja iz samoanščine - tat(a)u - pomeni risati oziroma označiti. Danes je to nanašanje barve z vbodi v globlje kožne plasti ali pod njo, drugače okrasitev kože z resničnimi ali izmišljenimi podobami, ornamenti, liki, ... K tetoviranju spada tudi brazgotinjenje, umetno povzročanje brazgotin kar je na Slovenskem še  malo uporabljena tehnika.
Sodobni tatu je trajna okrasitev kože na način, s katerim se z iglo pod kožo vnese črnilo.

## Zgodovina tetoviranja
Antropologi trdijo, da so našli oznake, ki naj bi bile neke vrste tetovaže, na mumificiranem truplu, starem 5000 let. Tetovaže so našli tudi na egipčanskih in drugih mumijah. Glede na število najdb tetoviranih mumij izvemo, da je bilo tetoviranje razširjeno že v antiki in pred njo. Mnogo kasneje z razširitvijo rimskokatoliške cerkve in njenega nauka je bilo v Evropi in tudi na Slovenskem prepovedano od leta 787. Tako se je ta umetnost razvijala bolj na Srednjem vzhodu in Aziji.

### Tetoviranje na Balkanskem polotoku
Iliri in Tračani prebivalci na območju Balkanskega polotoka so poznali tetoviranje. Najstarejši pisan in zanesljiv vir je zapustil Herod v svoji »historiji«, govori o Tračanih, vbadanje je bilo pri njih znak plemstva, kdor ni bil označen, je izhajal iz preprostega ljudstva.
V času turških vpadov so turške vojake v Bosni tetovirali, da bi jih lažje našli ob pobegu, še strožje je bilo tetoviranje v času bojev s Črnogorci; takrat so pobegi iz Turške vojske še narasli.

## Tehnika tetoviranja
Najpogostejša moderna tehnika tetoviranja je s pomočjo električnih igel (električna mašina v katero se vstavi tetovirna igla). Električno mačinico ali drugače električno pisalo poganja motorček kateri omogoča tudi več sto vbodov na sekundo z eno iglo namenjeno obrisu motiva in linijam motiva ali vbode več vzporednih igel namenjene senčenju motiva. Še danes se nekatere starodavne tehnike ohranjajo bodisi glede načina ali uporabe barv, tako nekateri najbolj sloviti umetniki še zmeraj uporabljajo starejšo tehniko ročno vbadanje igel in ne uporabljajo tetovirnih naprav. Razmeroma redka je tehnika brazgotinjenja, ob nepravilnem postopku te tehnike so posledice lahko usodne.

### Postopek tetoviranja
Nariše ali natisne se izbran motiv na poseben papir, kasneje se naredi s tem odtis na telo. Sterilizirane igle se odprejo iz originalne embalaže pred stranko in se uporabljajo samo na enemu človeku, nato se jih odvrže v poseben koš za medicinsko opremo. Prav tako je obvezno steriliziranje in razkuževanje opreme po vsakem končanem tetoviranju. Predel, kjer bo tatu, se razkuži, obrijejo se morebitne dlačice nakar je na vrsti odtis želenega motiva.  Tattooist zmeša predvideno barvo črnila, kožo namaže s stik mazilom, da je koža mastna in igle lepo drsijo po koži. Pomembno, tattooist nosi rokavice za enkratno uporabo katere zamenja ob vsaki prekinitvi dela, oblačilo in lasje morajo biti zavarovani s posebnim polivinilom. Zelo pomembna je tudi globina tetovaže, črnilo se nanaša v drugo plast kože imenovano usnjico (dermis), vsekakor pod povrhnjico - (epidermis). Povrhnjica se lahko kdaj olupi recimo pri nekontroliranem sončenju, tattoo kljub temo ostane, ker je pod njo. Vkolikor je tetovaža narejena kvalitetno, naj bi ostala oblika enaka, s to spremembo da se v vsakem primeru tattoo skozi leta odebeli, kar je naraven proces ob staranju kože. Razlog za obstojnost so celice v usnjici, ki so razmeroma stabilne in dolgo ostanejo nespremenjene.

## Odločitev za tetoviranje
Ljudje se tetovirajo iz različnih razlogov, da bi ugajali prijateljem, da bi čutili pripadnost določeni družbi ali verski organizaciji, nekateri izkazujejo s tem individualnost, da bi izrazili uporništvo in neodvisnost svojega duha. Za nekatere je tatu pojem svobode, svobodnega izražanja. Vse to in še mnogo drugega so lahko tehtni razlogi za odločitev imeti tatu. Strokovnjaki tatooisti ne priporočajo tetoviranja imen, grbov, obeležij dogodkov, ...
Pri odločitvi za postopek se je pomembno zavedati, da je tatu trajna oznaka. Trenutno ne obstaja metoda za njegovo trajno odstranitev, razen kirurški poseg, a še zmeraj je vidno mesto, kjer je bil tatu narejen.